# 玄輝門

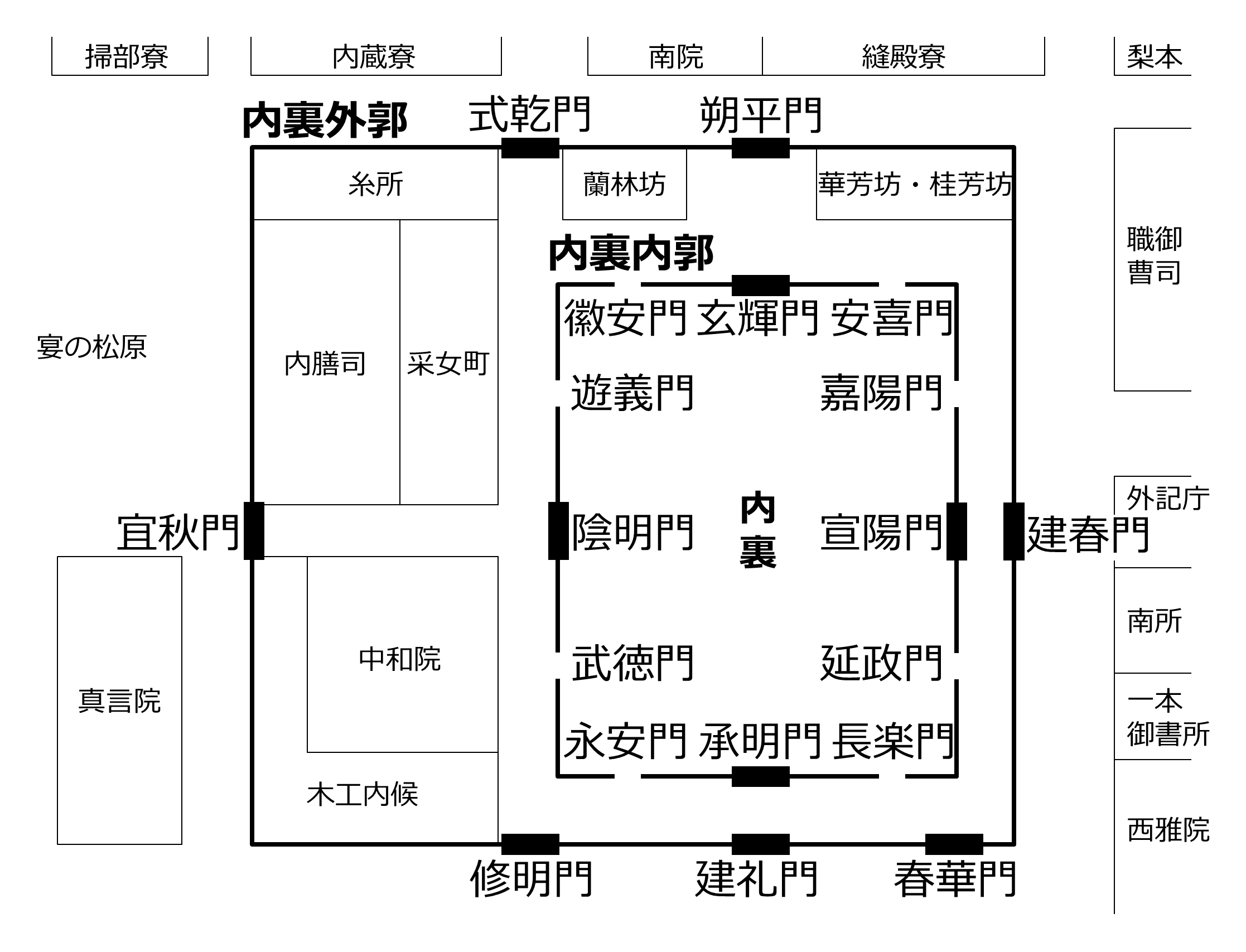
平安京内裏諸門図

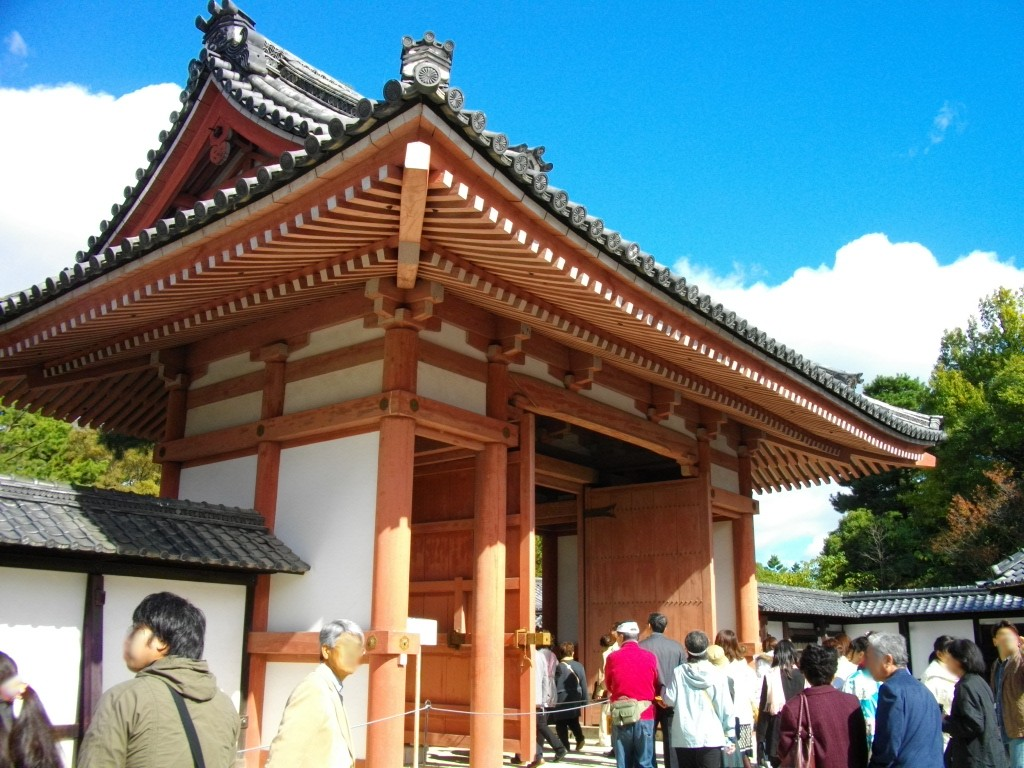
京都御所の玄輝門

玄輝門（げんきもん）は、平安京内裏の内郭門の1つ、または京都御所の門の1つ。「玄暉門」「宮北面僻仗内門」ともいった。

## 概要
平安宮内裏内郭の北正面にあり、外郭の朔平門と相対する。大きさ3間、檜皮葺あった。東に安喜門、西に徽安門があり、これらを左右廂門といった。
門の左右北方に東西の仗舎、南方に左右次将（近衛府のスケ、近衛中将・少将）、左右兵衛佐、左右将監（近衛府のジョウ）の宿所があった。
二宮大饗においては、この門の西廂で中宮の、東廂で東宮の饗宴を受けて禄を賜るならわしであった。